# Grzegorz Sztwiertnia
Grzegorz Sztwiertnia (ur. 25 lutego 1968 w Cieszynie) – polski artysta współczesny, profesor w Akademii Sztuk Pięknych im. Jana Matejki w Krakowie.

## Edukacja
W latach 1987–1992 studiował na ASP w Krakowie w pracowni prof. Jerzego Nowosielskiego. Dyplom z malarstwa otrzymał z wyróżnieniem.
Od 2006 roku wspólnie ze Zbigniewem Sałajem na Wydziale Malarstwa ASP w Krakowie prowadzi Pracownię Interdyscyplinarną.

## Twórczość
Malarz, twórca instalacji, obiektów, wideo, performance.
Artysta wykorzystuje medyczne teksty o ciele, wykresy z podręczników, wydruki z aparatury medycznej, zmedykalizowany język tworząc ich artystyczne wersje – rodzaj patamedycyny (od patafizyki A. Jarry’ego). Wpływ na jego twórczość mają także manifesty artystyczne i traktaty o sztuce (np. Farbenlehre Goethego czy Ursonate Schwittersa).

## Wystawy zbiorowe
- 1992 Odżywianie, oddychanie, pompowanie, Galeria Zderzak, Kraków; Miejsca nie miejsca, Centrum Rzeźby Polskiej, Orońsko;
- 1995 Antyciała, Centrum Sztuki Współczesnej Zamek Ujazdowski, Warszawa; New I’s for New Years, Künstlerhaus Bethanien, Berlin (Niemcy);
- 1996 Impact, avant-garde cracovienne aprčs 1945, Instytut Polski, Paryż; Germinations 9, Prague Castle, Praga (Czechy); Rzopoznanie. Obrazy z lat 90., Galeria Sztuki Współczesnej „Bunkier Sztuki”, Kraków;
- 1997 News from Cracow, Pesci Galeria, Pesc; Granice obrazu. Malarstwo lat 90. w Polsce, Centrum Sztuki Współczesnej Zamek Ujazdowski, Warszawa
- 1998 Bez paszportu, Galeria Zachęta, Warszawa;
- 1999 Refleksja konceptualna w sztuce polskiej, Centrum Sztuki Współczesnej Zamek Ujazdowski, Warszawa;
- 2000 Do Od. XI Spotkania Krakowskie, Galeria Sztuki Współczesnej „Bunkier Sztuki”, Kraków; Scena 2000, CSW Zamek Ujazdowski, Warszawa;
- 2001 Słubice – Kraków, Galeria Prowincjonalna, Słubice;
- 2003 ROMANTYCZNA EPOKA, Pałac Sztuki, Lwów; Centrum Sztuki Współczesnej, Kijów; SZTUKA W III RP, Centrum Rzeźby Polskiej, Orońsko;
- 2004 Malewicz w Polsce, Galeria Arsenał, Białystok; Piękno, czyli efekty malarskie, Galeria Bielska BWA, Bielsko-Biała; Galeria Awangarda, Wrocław; Ładnie? o ładnym... Młyn nr 2 Ziarno, Kraków; NOWA SZTUKA Z POLSKI, Art Museum of Estonia, Tallinn; Centrum Sztuki Współczesnej, Moskwa; POKAZ 3 – KOLEKCJA SZTUKI WSPÓŁCZESNEJ, Muzeum Górnośląskie, Bytom; RE-LOCATION (SHAKE), Centrum Sztuki Współczesnej „Łaźnia”, Gdańsk; EASTERN LIGHTS (Test kuratorski), Motorenhalle, Drezno;
- 2005 Piękno, czyli efekty malarskie, Galeria BWA, Zielona Góra; Boys, Bunkier Sztuki, Kraków; Niosę przed sobą lustro..., Galeria Szara, Cieszyn; Galeria Sektor I, Katowice; Egocentryczne, niemoralne, przestarzałe. Współczesne wizerunki artystów, Zachęta, Warszawa; W stronę innego, BWA, Katowice;

## Wystawy indywidualne
- 1992 Pięciu poetów, pięciu malarzy, jeden artysta, Galeria Zderzak, Kraków;
- 1993 Ścisły ster do kierowania życiem, Galeria Zderzak, Kraków
- 1994 Jak rodzi się myśl, Galeria Miejsce, Cieszyn; Jak rodzi się myśl. Odezwa do licealistów i studentów, Teatr Bückleina, Kraków; Aura, Galeria Zderzak, Kraków; Zło rzeczy, Galeria Krzysztofory, Kraków;
- 1995 Punkt ciszy, Galeria Potocka, Kraków; W laboratorium, Galeria Laboratorium, CSW Zamek Ujazdowski, Warszawa; Melancholia, Galeria Zderzak, Kraków;
- 1996 Transplantacja. Pokaz specjalny, Galeria Kronika, Bytom;
- 1997 Resekcja, Galeria Krzysztofory, Kraków; Koło medyczne, Galeria Prowincjonalna, Słubice; Inkubator, Mały Salon, Zachęta, Warszawa;
- 1998 Psychotropy, Galeria Zderzak, Kraków; Ćwiczenia dermooptyczne, Galeria Biała, Lublin; Metodyczna poprawność, Galeria Arsenał, Białystok; Ktokolwiek widział, ktokolwiek wie..., Galeria Potocka, Kraków;
- 1999 Cud, Otwarta Pracownia, Kraków; Remake. Pokaz synooptyczny, Goethe Institut, Kraków;
- 2000 Remake, Studio Galerie, Berlin (Niemcy); Reflekso-hypno-hysteria, BWA, Słupsk;
- 2001 Stainless, Galeria Zderzak, Kraków;
- 2002 Farbenlehre, Bunkier Sztuki, Kraków; Action Painting, Otwarta Pracownia, Kraków; ..., Galeria Kronika, Bytom;
- 2003 Oko i dłoń malarza, Galeria Zderzak, Kraków;
- 2004 Teatr i film, Fabryka Schindlera, Kraków; OPOWIEŚĆ O PRAWDZIWYM CZŁOWIEKU, Instytut Polski, Galeria Platan, Budapeszt;
- 2005 INSTYTUT W INSTYTUCIE, Instytut Polski, Bratysława; Dział Nauczania, CSW Zamek Ujazdowski, Warszawa;
- 2011 Diplokokki / Dwoinki, Galeria m2 [m kwadrat], Warszawa[2][3]
- 2012 Partony, Galeria m2 [m kwadrat], Warszawa
- 2019 afterimages/powidoki, galeria Stara Fabryka - Muzeum Historycznego w Bielsku-Białej[4]